# نیدرسوهرن
نیدرسوهرن (به آلمانی: Niedersohren) یک شهر در آلمان است که در راین-هونسروک واقع شده‌است. نیدرسوهرن ۴۴۱ نفر جمعیت دارد.